# Olympiade d'échecs de 2012

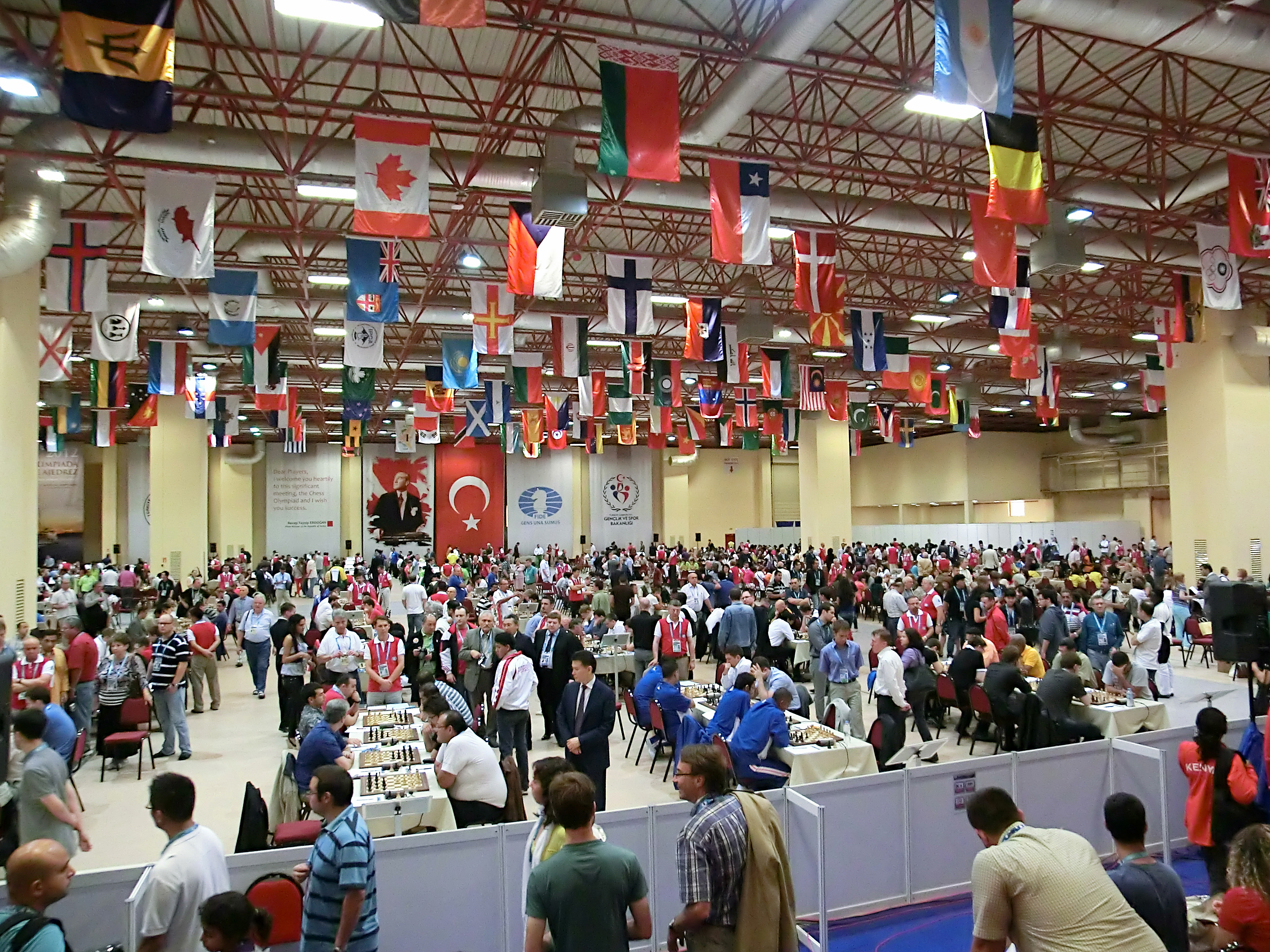
Salle de jeu de l'olympiade d'échecs de 2012.

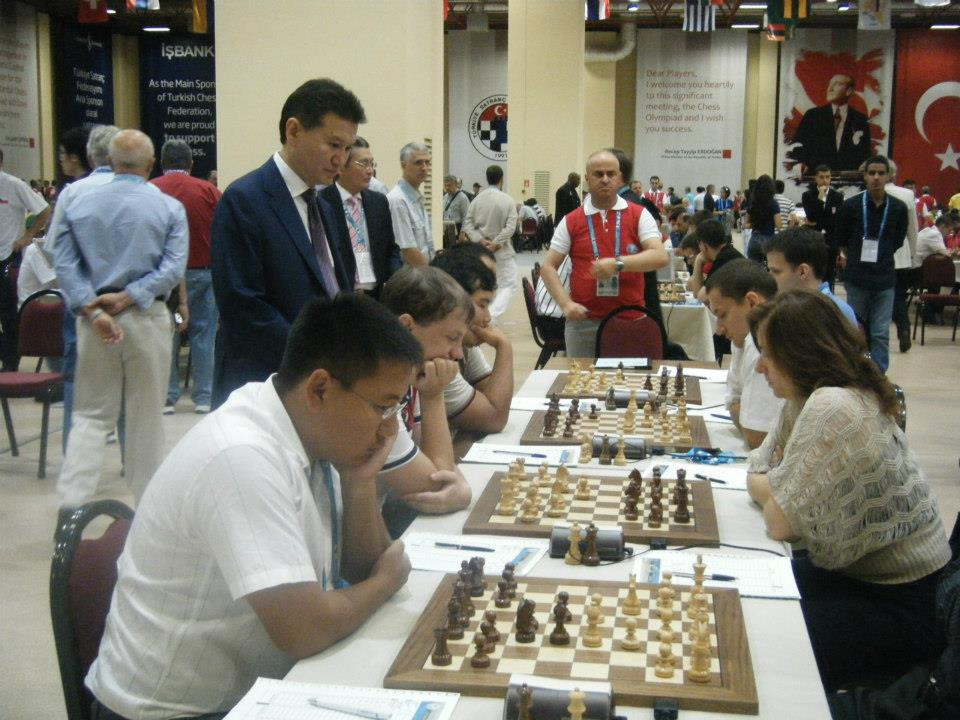
Olympiade d'échecs à Istanbul. Debout à gauche, le président de la Fédération internationale, Kirsan Ilioumjinov. Assise à droite, la Hongroise, Judit Polgár.

LOlympiade d'échecs de 2012, la quarantième édition de la compétition, s'est tenue du 27 août au 10 septembre 2012 à Istanbul. Elle a été remportée par  l'Arménie devant la Russie et l'Ukraine.

## Règlement
La compétition voit s'opposer des équipes de 4 joueurs en 11 rondes, la cadence étant de 1 heure 30 minutes pour jouer 40 coups, puis 30 minutes pour le restant de la partie, le tout avec un incrément de 30 secondes par coup dès le premier coup. Spécificité de ces Olympiades, les joueurs ne peuvent pas proposer nulle par consentement mutuel avant le trentième coup. La tolérance zéro retard de la FIDE est appliquée.

## Tournoi open (mixte)
157 équipes représentant 152 nations.

### Résultats
| Classement final | Classement final | Points | Matchs gagnés | Matchs nuls | Matchs perdus | Composition des équipes                                    |
| ---------------- | ---------------- | ------ | ------------- | ----------- | ------------- | ---------------------------------------------------------- |
| 1er              | Arménie          | 19     | 9             | 1           | 1             | Aronian, Movsessian, Akopian, Sarguissian, Petrossian      |
| 2e               | Russie           | 19     | 9             | 1           | 1             | Kramnik, Grichtchouk, Kariakine, Tomachevski, Iakovenko    |
| 3e               | Ukraine          | 18     | 9             | 0           | 2             | Ivantchouk, Ponomariov, Volokitine, Eljanov, Moiseenko     |
| 4e               | Chine            | 17     | 8             | 1           | 2             | Wang Hao, Wang Yue, Ding Liren, Bu Xiangzhi, Li Chao       |
| 5e               | États-Unis       | 17     | 7             | 3           | 1             | Nakamura, Kamsky, Onischuk, Akobian, Robson                |
| 6e               | Pays-Bas         | 16     | 8             | 0           | 3             | A. Giri, L. van Wely, I. Sokolov, J. Smeets, D. Stellwagen |
| 7e               | Viêt Nam         | 16     | 6             | 4           | 1             |                                                            |
| 8e               | Roumanie         | 16     | 8             | 0           | 3             |                                                            |
| 9e               | Hongrie          | 15     | 7             | 1           | 3             |                                                            |
| 10e              | Azerbaïdjan      | 15     | 6             | 3           | 2             |                                                            |

### Médailles individuelles
Shakhriyar Mamedyarov, qui jouait au troisième échiquier, réalisa la meilleure performance Elo de l'olympiade (2 880).
| Échiquier | Médaille d'or                 | Perf. Elo | Médaille d'argent          | Perf. Elo | Médaille de bronze          | Perf. Elo |
| 1         | Levon Aronian (2 816)         | 2849      | Radosław Wojtaszek (2 717) | 2844      | Teimour Radjabov (2 788)    | 2813      |
| 2         | David Navara (2 691)          | 2869      | Anton Filippov (2 617)     | 2820      | Gata Kamsky (2 746)         | 2796      |
| 3         | Shakhriyar Mamedyarov (2 729) | 2880      | Vladimir Akopian (2 687)   | 2803      | Sergueï Kariakine (2785)    | 2784      |
| 4         | Vladislav Tkachiev (2 644)    | 2750      | Abhijeet Gupta (2 637)     | 2746      | Daniel Fridman (2 653)      | 2722      |
| Réserve   | Dmitri Iakovenko (2 722)      | 2783      | Bartłomiej Macieja (2 594) | 2712      | Konstantine Shanava (2 569) | 2679      |

## Tournoi féminin
127 nations représentées.

### Résultats
L'olympiade féminine de 2012 est remportée par l'équipe de Russie composée de Tatiana Kosintseva, Valentina Gounina, Nadejda Kosintseva, Alexandra Kosteniouk et Natalia Pogonina.
| Classement final | Classement final | Points | + | = | - |
| 1er              | Russie           | 19,0   | 8 | 3 | 0 |
| 2e               | Chine            | 19,0   | 8 | 3 | 0 |
| 3e               | Ukraine          | 18,0   | 7 | 4 | 0 |
| 4e               | Inde             | 17,0   | 8 | 1 | 2 |
| 5e               | Roumanie         | 16,0   | 8 | 0 | 3 |
| 6e               | Arménie          | 16,0   | 8 | 0 | 3 |
| 7e               | France           | 15,0   | 7 | 1 | 3 |
| 8e               | Géorgie          | 15,0   | 6 | 3 | 2 |
| 9e               | Iran             | 15,0   | 7 | 1 | 3 |
| 10e              | États-Unis       | 15,0   | 6 | 3 | 2 |

L'équipe de France, septième, est composée de  A. Skripchenko, S. Milliet, N. Maisuradzé, S. Collas et A. Bollengier.

### Résultats individuels
| Échiquier | Médaille d'or             | Perf. Elo | Médaille d'argent               | Perf. Elo | Médaille de bronze          | Perf. Elo |
| 1         | Hou Yifan (2599)          | 2645      | Nana Dzagnidze (2547)           | 2625      | Kateryna Lahno (2542)       | 2608      |
| 2         | Zhao Xue (2549)           | 2574      | Mariya Mouzytchouk (2466)       | 2526      | Betül Cemre Yıldız (2341)   | 2502      |
| 3         | Nadejda Kosintseva (2524) | 2693      | Jolanta Zawadzka (2377)         | 2538      | Tania Sachdev (2379)        | 2522      |
| 4         | Huang Qian (2449)         | 2547      | Silvia Collas (2261)            | 2469      | Alexandra Kosteniouk (2489) | 2468      |
| Réserve   | Natalia Pogonina (2448)   | 2487      | Melissa Castrillón Gómez (2181) | 2379      | Madina Davletbayeva (2165)  | 2357      |